# Battaglia di Lechfeld (910)
La battaglia di Lechfeld, nota come prima battaglia di Augusta nella storiografia ungherese, fu uno scontro avvenuto nel 910 nei pressi di Augusta che vide contrapposti gli Ungari da una parte e l'esercito imperiale tedesco guidato da Ludovico il Fanciullo dall'altra; la lotta si concluse con una netta vittoria magiara. Situata a sud di Augusta, Lechfeld è una pianura alluvionale che si estende lungo il fiume Lech. In quel momento storico, il Gran principe d'Ungheria era Zoltán d'Ungheria, ma la sua partecipazione alla schermaglia non viene riferita dalle fonti coeve. Dopo la battaglia, gli Ungari fecero per la prima volta la propria apparizione in Franconia. Il 22 giugno, lo stesso esercito magiaro sconfisse un'armata composta da soldati giunti dai ducati di Franconia, Lotaringia e Baviera nella battaglia di Rednitz. Gli sconfitti furono costretti a pagare ingenti tributi e, come conseguenza delle vittorie, nel 911 gli Ungari varcarono il Reno per la prima volta partendo dal bacino dei Carpazi.
La battaglia ha suscitato ampio interesse da un punto di vista tattico-militare, considerato che in quell'occasione fu chiaramente dimostrata l'efficacia della tattica della finta ritirata da parte dei guerrieri nomadi. Inoltre, si comprese come anche la guerra psicologica poteva rivelarsi determinante in guerra.

## Fonti

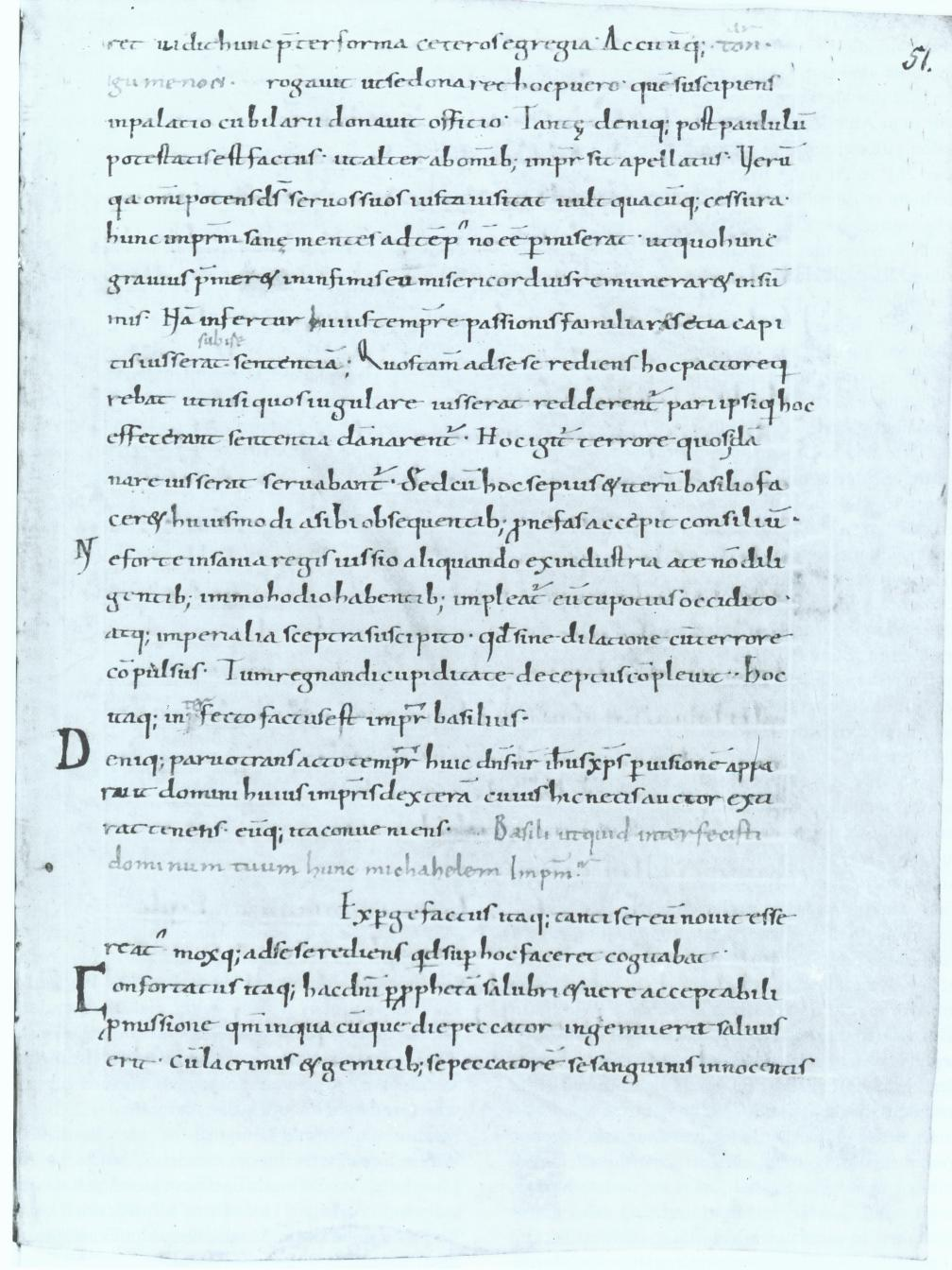
Pagina tratta dall'Antapodosis di Liutprando di Cremona conservata a Monaco di Baviera presso la Bayerische Staatsbibliothek

Le fonti utilizzate per la ricostruzione della battaglia comprendono l'Antapodosis, scritta da Liutprando di Cremona, il Continuatore Reginonis, gli Annales Alamannici e infine i necrologi dei conti tedeschi (Gozberto e Managolto), uccisi durante la battaglia in esame. La cronaca intitolata Annalium Boiorum VII, realizzata nel XVI secolo dall'umanista bavarese Giovanni Aventino, risulta una fonte assolutamente preziosa, in quanto narra in modo dettagliato gli eventi basandosi su fonti oggi andate perdute. Tuttavia, l'autore o le fonti a cui si ispira commettono alcuni errori, indicando come anno della schermaglia il 907 e ritenendo che essa avvenne subito dopo la battaglia di Presburgo. Inoltre, l'opera afferma che gli scontri si verificarono a Ennsburg, in Baviera, e che invece degli Svevi vi presero parte i Bavari.

## Luogo e data
La maggioranza degli storici considera verosimili le informazioni fornite da Liutpraneo di Cremona in merito alla data e al luogo della battaglia (il 910 ad Augusta). L'opera di Liutprando fu scritta nel 950, ovvero soltanto pochi decenni dopo gli eventi, ma ciononostante lo storico ungherese Torma Béla ha ritenuto che Aventino, il quale scrisse nel XVI secolo, avesse ragione a ritenere che lo scontro avvenne nel 907 e a Ennsburg, non ad Augusta, come indicato da Liutprando. Si tratta comunque di una ricostruzione che, per quanto fornita da uno studioso autorevole, è stata abbracciata da pochi altri esperti.

## Antefatti
La battaglia rientra nel più ampio novero della lotta per il possesso della pianura pannonica che vide contrapposti gli Ungari, insediatisi alla fine dell'VIII secolo nel bacino dei Carpazi (honfoglalás), e il regno dei Franchi Orientali. Gli scontri cominciarono a partire dal 900, anno in cui i magiari si imposero definitivamente nell'area del Transdanubio. Dopo la battaglia di Presburgo, gli ungari continuarono le loro campagne contro il regno dei Franchi Orientali, per sottomettere completamente i germanici, sconfitti nel 907. Nel 908 un esercito ungaro invase la Turingia, uccidendo, nella battaglia di Eisenach, il suo duca, Bucardo, il duca Egino e Rodolfo I, vescovo di Würzburg. Nel 909 un altro esercito invase la Baviera, ma fu sconfitto da Arnolfo, duca di Baviera nel contesto di una piccola lotta verificatasi vicino a Pocking.
Desideroso di ripetere le vittoriose campagne del suo antenato Carlo Magno contro gli Avari, conclusesi con la sottomissione di questi ultimi (benché noncurante della sorte toccata a Liutpoldo nella battaglia di Presburgo tre anni prima), il re Ludovico IV detto il Fanciullo si convinse della necessità di coalizzare le forze di tutti i ducati tedeschi contro gli invasori ungari. Il sovrano minacciò persino di mettere a morte coloro che non si sarebbero uniti sotto la sua bandiera. Ciò fa presumere che Luigi radunò un «grande esercito», come Liutprando lo definisce nel suo Antapodosis. Non si conosce il numero esatto degli uomini a disposizione, ma si può presumere che fosse molto più numeroso dell'esercito ungaro, circostanza la quale spiega perché i magiari si fossero dimostrati assolutamente cauti e avessero atteso un tempo insolitamente lungo (più di dodici ore) prima degli scontri. Ciò innervosì e provò il nemico, applicando al contempo la tattica delle schermaglie su piccola scala, oltre a sfruttare delle tattiche psicologiche per confonderli, prima di compiere il decisivo passo tattico.
Lo storico Igaz Levente ha affermato che la campagna ungara del 910 perseguiva lo luogo di impedire un'altra campagna tedesca contro i territori magiari come quella del 907, terminata con la disastrosa sconfitta dei franchi orientali nella battaglia di Presburgo. Sebbene si concluse con una schiacciante vittoria, gli Ungari probabilmente pensarono che fosse più sicuro condurre operazioni militari in Germania, piuttosto che nelle loro stesse terre. Tale campagna viene spesso citata come un brillante esempio della strategia di guerra preventiva.
Il re e le sue truppe giunsero a ridosso della città di Augusta, nelle pianure di Gunzenle, vicino al fiume Lech, e attesero che si palesasse l'esercito della Franconia guidato da Gebeardo, duca di Lotaringia e si unisse a loro contro gli acversari. L'esercito del re era comandato dal conte Gozbert, perché Ludovico aveva solo 16 anni all'epoca. Non è noto agli ordini di chi rispondessero i guerrieri magiari, in quanto il loro Gran principe tra IX e X secolo non prese mai parte a una battaglia al di fuori delle terre magiare. Le campagne militari furono probabilmente condotte da più comandanti minori, forse dal gyula di turno, dall'harka o da uno dei figli del Gran principe.

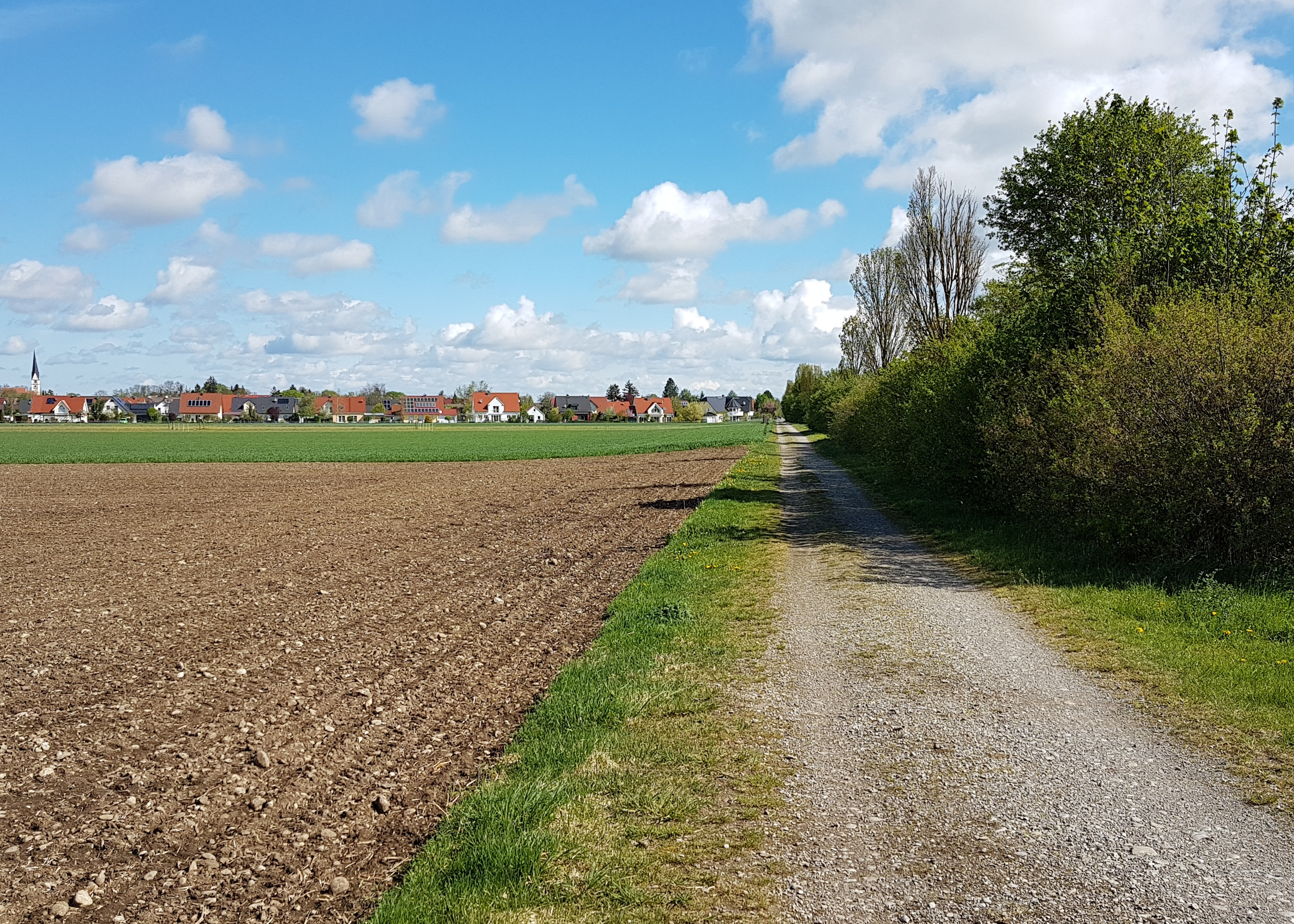
Panorama tra la cittadina di Graben e Lechfeld, a poca distanza da dove si svolse la battaglia e dal fiume Lech. Augusta è situata poco più a nord

Gli Ungari vennero a conoscenza dei piani di Ludovico e mandarono rapidamente un'armata, che si precipitò per impedire che l'intero esercito delle forze imperiali si radunasse. Dall'opera di Aventino, il volume VII degli Annalium Boiorum, si può ricostruire anche il percorso compiuto dalle truppe: dopo aver attraversato la Baviera attraverso il fiume Enns, essi raggiunsero Augusta passando per il lago Tegernsee, quindi arrivarono a Sandau, fermandosi vicino a Landsberg am Lech. Augusta si presentò a ridosso dell'obiettivo dopo aver marciato assai rapidamente, cogliendo totalmente alla sprovvista Ludovico. Si tratta di un'ulteriore prova dell'incredibile efficienza delle attività di spionaggio compiute dal Principato d'Ungheria e dai guerrieri nomadi in generale. L'apparizione inaspettata prima della battaglia di Augusta rende difficile credere che fosse solo una coincidenza. Ciò dimostra che lo spionaggio magiaro funzionava in modo molto efficace non solo in Ungheria, ma anche nel territorio nemico, rendendo possibile compiere efficaci operazioni belliche anche in aree ostili. Liutprando di Cremona conferma che il re non si aspettava che gli Ungari arrivassero così in fretta nei suoi domini. I suoi piani di radunare tutte le forze a disposizione (ovvero le sue truppe, perlopiù sveve, e l'esercito franco-lorenese-bavarese) prima della battaglia svanirono e ciò sembrava favorire inevitabilmente gli Ungari, che potevano affrontare le due armate separatamente. Ludovico IV si dimostrò indeciso sul da farsi, considerando che la concentrazione di truppe ostili era tale da rendere tempestiva la necessità di intervenire. Tuttavia, dal resoconto fornito da Liutprando di Cremona si può intuire che, anche senza l'aiuto degli altri rinforzi franchi, gli uomini del re superavano il numero di combattenti ungari.
Lo storico Lipp Tamás ha ipotizzato che una piccola unità magiara tenne impegnato l'esercito franco fino alla fine della battaglia di Augusta. I guerrieri nomadi usarono tattiche simili altrove, distraendo i nemici con semplici manovre funzionali a occultare altre operazioni di spostamento che celavano il proprio reale intento. Un esempio simile è rappresentato dalla battaglia della Brenta.

## La battaglia
All'alba del 12 giugno 910, i cavalieri ungari eseguirono un attacco a sorpresa lanciando delle frecce dalla distanza sull'accampamento avversario, uccidendo molti nemici nel sonno o poco dopo essersi svegliati. Tale incursione eseguì tuttavia soltanto lo scopo di fiaccare l'animo degli avversari, in quanto subito dopo gli aggressori si ritirarono. 

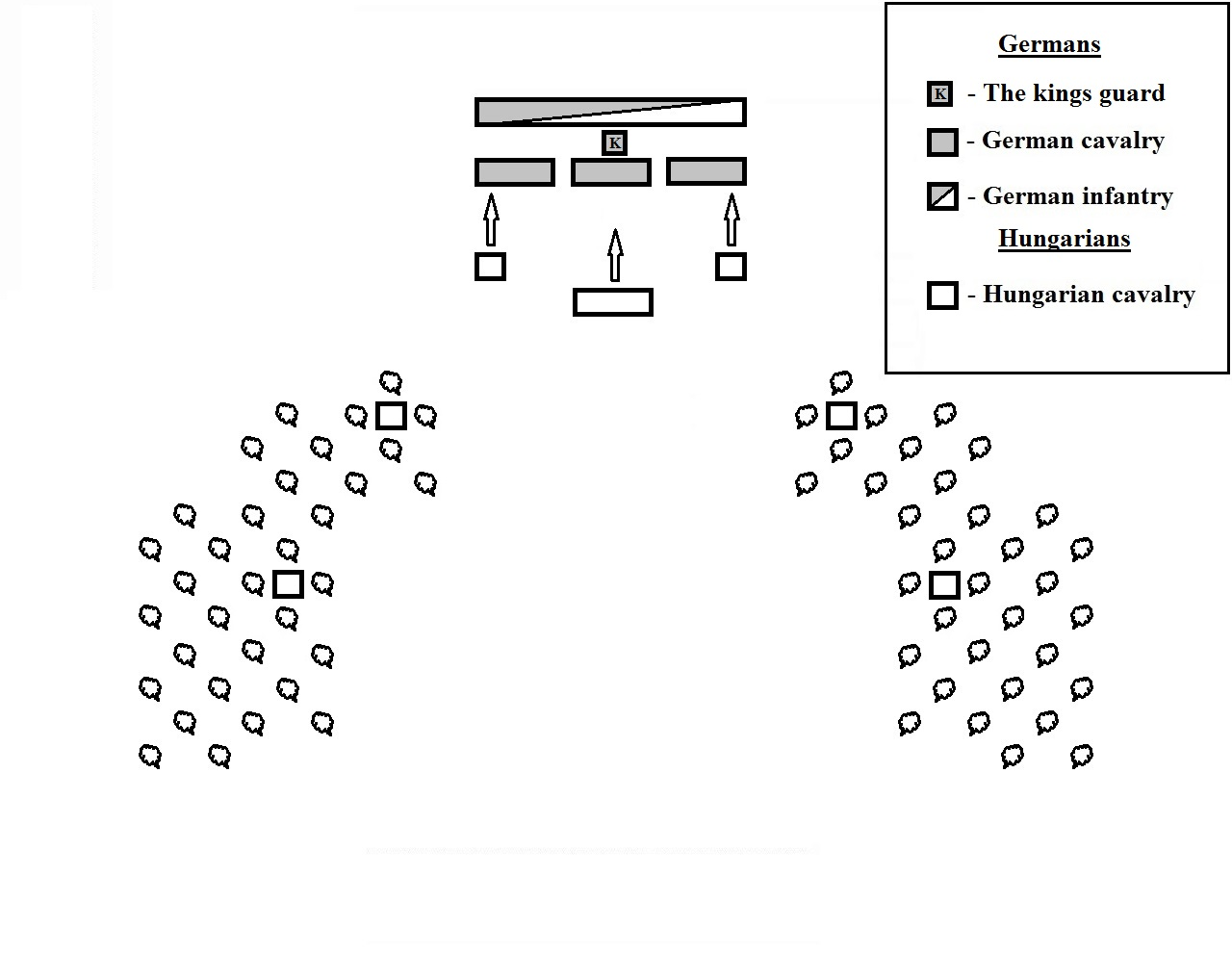
La prima fase della battaglia

I tedeschi si prepararono dunque alla lotta vera e propria disponendosi in formazione, e assaltarono i loro nemici, probabilmente schieratisi in piccoli gruppi di arcieri a cavallo. Gli arcieri ungari colpirono i tedeschi continuarono a scagliare delle frecce, i quali si proteggevano con un muro di scudi. Poco più tardi, gli Ungari si ritirarono fingendo di essere sconfitti e quando i cavalieri pesanti tedeschi li inseguirono. I magiari quindi continuarono a bersagliare con delle frecce i tedeschi, uccidendone molti, mentre i loro cavalli continuavano a ritirarsi. Nel corso della giornata, tale tattica venne adoperata più volte. Probabilmente l'esercito tedesco era composto da fanteria e cavalleria pesante, con pesanti scudi, lance e spade, mentre le forze ungare consistevano di cavalleria leggera, con arco e frecce come armi principali. Ciò spiega come mai esclusivamente la pesante cavalleria tedesca inseguì gli Ungari, mentre la fanteria formò un solido muro e rimase ferma. A causa delle loro armi e armature leggere, gli Ungari erano più veloci, ma allo stesso tempo più vulnerabili alle armi nemiche. Tuttavia, i loro archi compositi erano superiori in termini qualità alle controparti europee e per questo avevano una maggiore efficacia contro i nemici. Anche i cavalli ungari erano più veloci di quelli nemici, in quanto avevano meno peso da trasportare. Un'ulteriore scelta compiuta dai magiari fu quella di colpire i punti deboli della linea avversaria, salvo poi scappare infondendo nel nemico la falsa speranza che si stessero ritirando. Ciò spingeva i tedeschi a rompere le proprie formazioni, rendendo maggiormente agevoli le manovre belliche degli Ungari e causando pesanti perdite tra i combattenti tedeschi.
Scoccate le sette di sera, erano trascorse più di dodici ore dall'inizio della battaglia (all'alba), e Ludovico IV pensò che le sue truppe stessero per prevalere nella battaglia. In quel momento, gli Ungari scatenarono un attacco generale, ricorrendo di nuovo alla tattica della finta ritirata. Non se ne conosce con certezza il motivo, ma è verosimile che in quel frangente i tedeschi fosse assai sicuri di aver battuto i loro avversari e si scagliarono perciò contro i nemici in ritirata, lasciando le loro linee difensive, prima ben protette, e rompendo la loro formazione di battaglia nella loro corsa per raggiungere l'avversario. Quest'ultimo si ritirava in linee ordinate, stando molto attento a non disorganizzare il proprio ordine di battaglia.

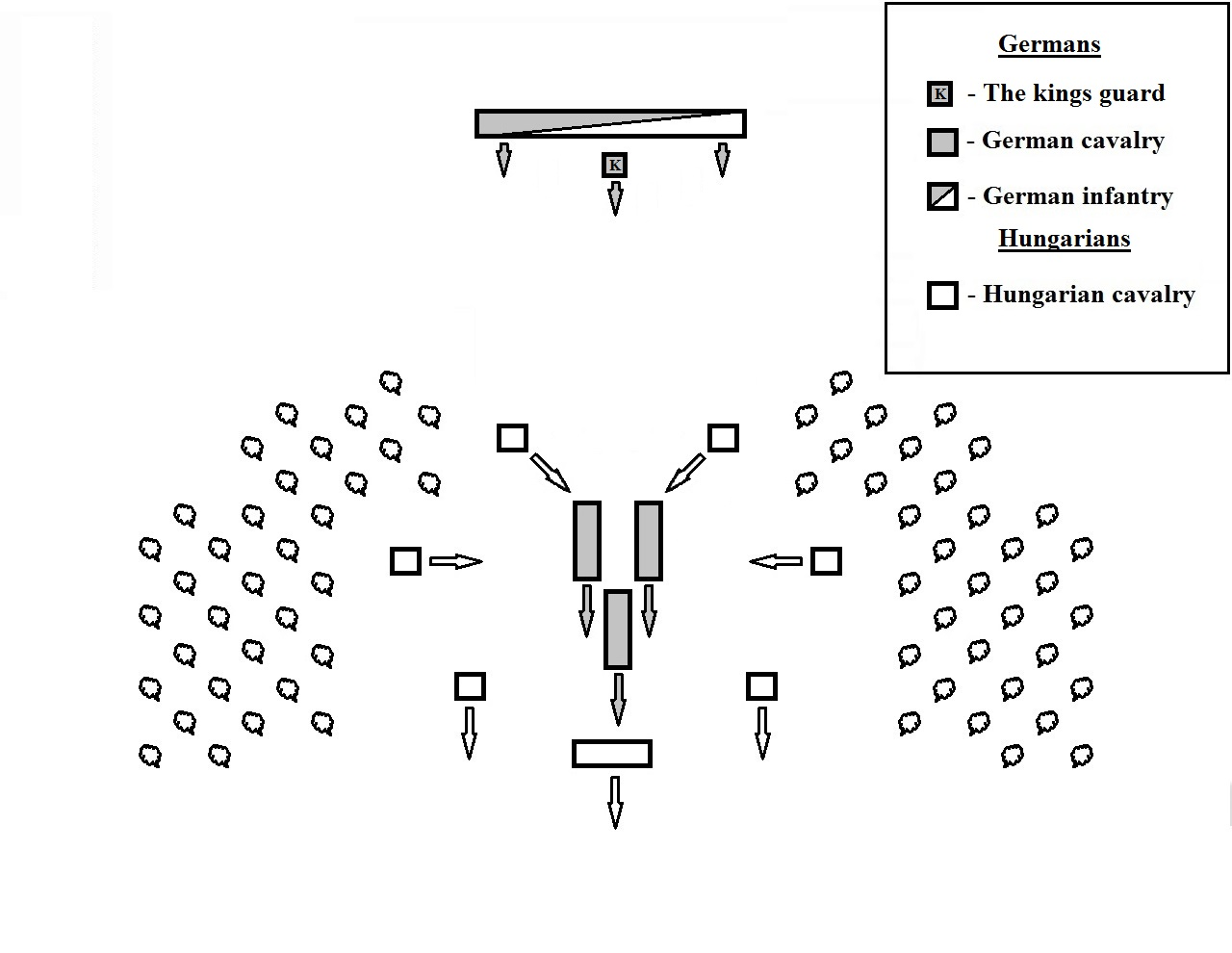
La seconda fase della battaglia

Forse non volevano aspettare un'altra notte, pensando che gli Ungari li bersagliassero con delle frecce per tutta la notte prima di distruggere il loro accampamento. In alternativa, è possibile che fossero stremati dall'insolita lunghezza della battaglia protrattasi per tutto il giorno, dall'alba alla sera, oltre al caldo sole estivo che brillava sul campo di battaglia. Un'ultima ipotesi plausibile è che i tedeschi fossero stati traumatizzati dalle perdite sempre crescenti inflitte loro dalle frecce nemiche, ma in loro si fosse erroneamente infusa la convinzione che gli Ungari stessero per crollare. Questa serie di teorie dimostra che i magiari fossero ricorsi efficacemente a tattiche di guerra psicologica, in quanto le truppe nemiche vennero irretite, spaventate o rese convinte che alla fine gli sforzi profusi si fossero rivelati funzionali a sconfiggere l'avversario. Gli Ungari avevano già adottato la medesima strategia della guerra psicologica in un'altra battaglia avvenuta undici anni prima, la battaglia della Brenta, fingendo di perdere una prima schermaglia su piccola scala per poi spronare i nemici comandati da Berengario del Friuli a inseguirli e a cadere vittima di un'imboscata letale.
Durante l'intera battaglia di Augusta, gli Ungari attesero il momento opportuno, nascondendo svariati uomini nei boschi. L'esercito principale magiaro in ritirata attirò la cavalleria tedesca nei luoghi in cui erano nascoste le loro truppe di riserva, e continuarono a ritirarsi finché l'intera cavalleria tedesca all'inseguimento attraversò lo stretto campo che separava due boschi, quando improvvisamente gli altri Ungari uscirono dai loro nascondigli e attaccarono i tedeschi urlando a squarciagola per spaventarli e demoralizzarli prima dello scontro finale.

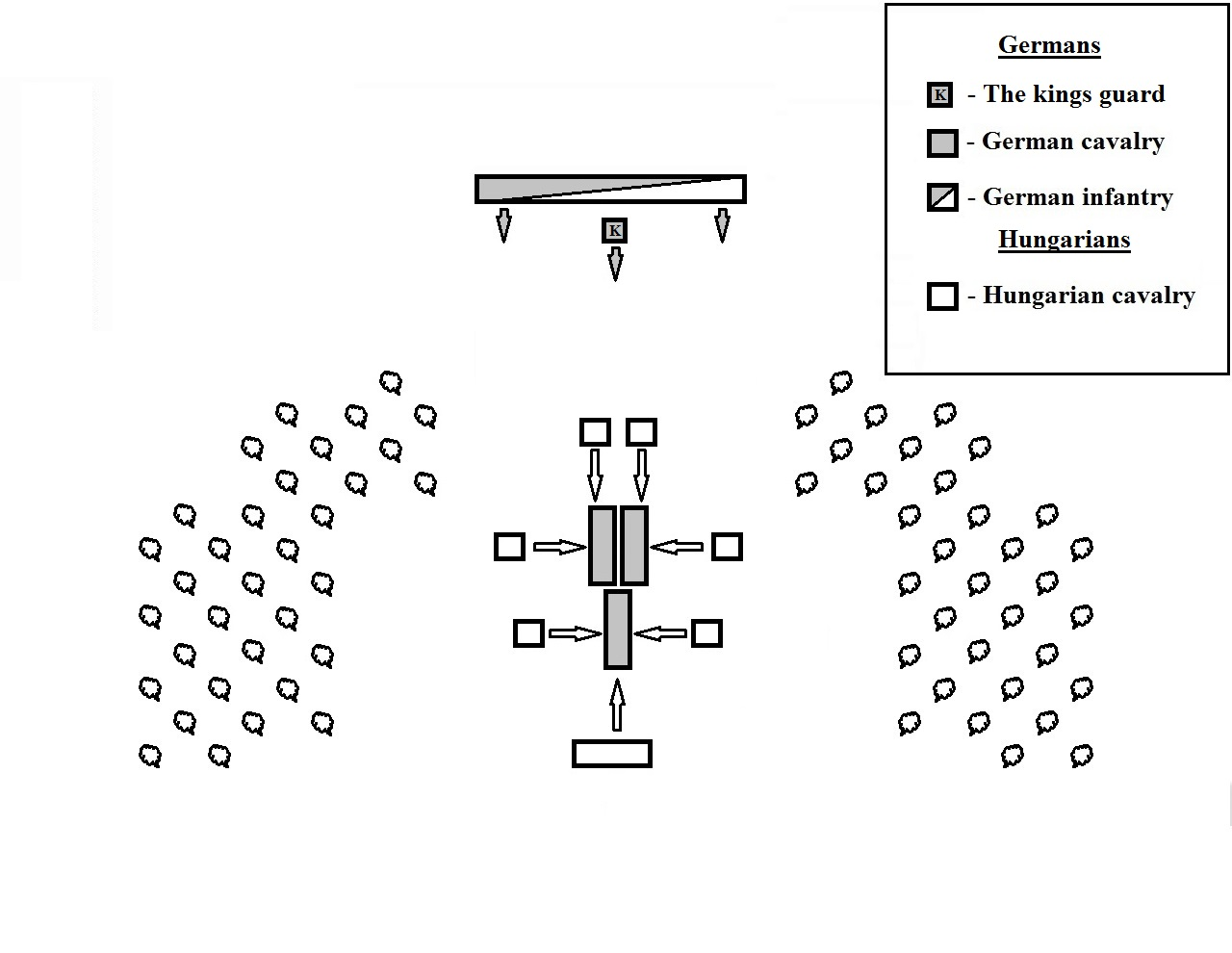
La terza fase della battaglia

In quel momento le truppe magiare in ritirata attaccarono i tedeschi dalla parte anteriore, resistendo alla loro carica e non lasciando che interrompessero la loro linea. In quel momento le unità ungare che provenivano dalle retrovie e dai lati degli Svevi li circondarono completamente, scatenando un ultimo e letale combattimento corpo a corpo con il nemico. Ciò avvalora l'ipotesi che prima della battaglia il comandante ungherese individuò saggiamente un posto vicino al campo di battaglia iniziale, con due boschi vicini l'uno all'altro in cui poteva occultare alcune delle sue truppe, le quali attesero fino a quando i tedeschi inseguitori non giunsero nel luogo della trappola per poi sorprenderli. Uno degli elementi chiave della guerra nomade passava proprio per l'attenta scelta del campo di battaglia che offrisse loro il vantaggio di vincere la battaglia. Poiché una tattica simile fu adoperata nella summenzionata battaglia del Brenta, alcuni credono che il comandante fosse lo stesso uomo.
La strategia funzionò anche perché gli Ungari avevano delle truppe ben equipaggiate per resistere alla formidabile carica della cavalleria pesante ostile. Il loro successo fu anche facilitato dal fatto che si ritirarono in ordine, al contrario degli Svevi. Il resoconto di Liutprando fa comprendere che il re non era tra i cavalieri tedeschi all'inseguimento e che sfuggì alla morte proprio per tale ragione. Durante la carneficina, poiché i tedeschi non riuscirono a spezzare l'accerchiamento ungaro, probabilmente ogni cavaliere morì e presumibilmente persero in quel frangente la vita il conte Gozberto, il vero comandante dell'esercito, e Managolto, il conte di Alemannia, che conducevano l'attacco della cavalleria tedesca. 

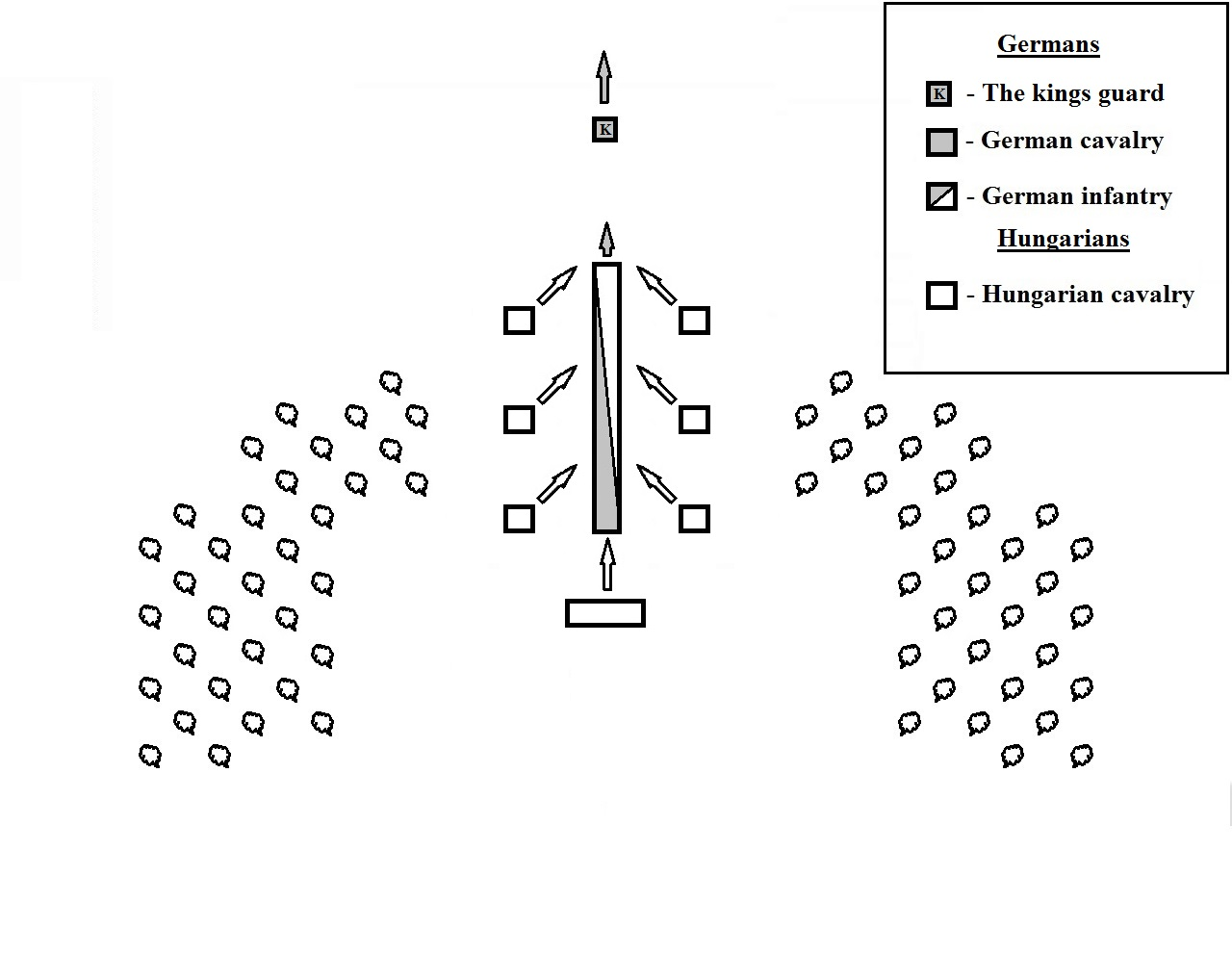
La fase finale della battaglia

In quel momento preciso il re doveva essere tra la fanteria, che avanzava a una certa distanza dalla cavalleria tedesca, pensando di aver vinto la battaglia, ma quando arrivò presso il luogo degli scontri i suoi soldati più coraggiosi erano stati già massacrati. Ludovico venne colto dallo stupore, dalla disperazione e dal fatto di essere stato completamente ingannato e traviato dai suoi rivali.
Le restanti truppe di fanteria tedesche iniziarono a scappare nella maniera più disperata, cercando di salvarsi. Probabilmente l'unità di guardia del corpo del re, la quale si trovava a cavallo, riuscì a condurlo via rapidamente dai tumulti, mentre gli Ungari uccidevano gli uomini di Ludovico rimasti.

## Conseguenze
Il re fuggì raggiungendo la città più vicina che disponeva di una cinta muraria (probabilmente Augusta), ma praticamente privo di quasi tutto il suo esercito. Le perdite ungare furono così lievi che dopo soli dieci giorni, in data 22 giugno, questi riuscirono a annientare, nella battaglia di Rednitz l'altro esercito tedesco, ovvero quello franco-lorenese-bavarese che prima della battaglia di Augusta doveva unirsi all'esercito principale capeggiato dal re. Ricorrendo a quella che  István Bóna ha definito come una manovra degna di Napoleone Bonaparte, gli Ungari riuscirono abilmente ad attaccare e battere questi due eserciti separatamente. Tale vittoria accelerò il processo di conquista ungaro di terre che in precedenza appartenevano ai bavaresi.

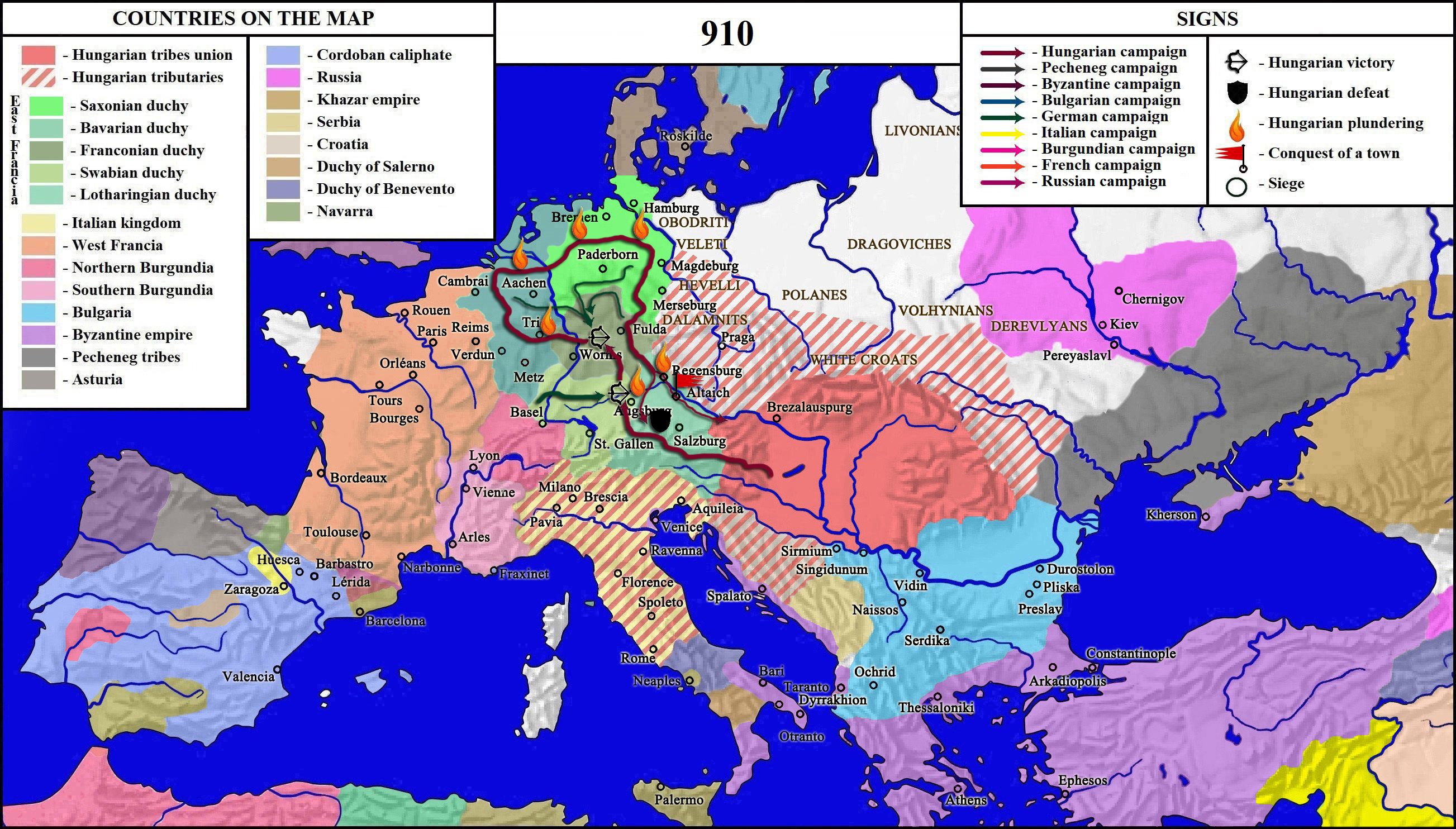
La campagna ungara del 910, che portò alle vittorie ungheresi di Augusta e Rednitz

Dopo queste due lotte, l'esercito ungherese saccheggiò e devastò i territori germanici, mentre nessuno osò di scontrarsi nuovamente con loro, rintanandosi nelle città e nei castelli fortificati e aspettando che tornassero in Ungheria. Sulla via del ritorno, saccheggiarono i dintorni di Ratisbona, bruciando Altaich e Osterhofen. Soltanto i bavari riuscirono a sconfiggere un'unità nemica minore a Neuching, ma si trattò di un risultato del tutto effimero. Il massacro di gran parte del potere militare germanico rendeva pressoché nulla la capacità di resistere agli attacchi magiari. Non si comprenderebbe altrimenti la decisione di Ludovico, il re tedesco, che di concerto con i principi svevi, franconi, bavari e sassoni, accettò di rendere omaggio agli invasori.
Ludovico non poté osservare l'evolversi degli eventi poiché morì poco dopo, nel 911, secondo le fonti a causa anche del trauma e dell'umiliazione di queste sconfitte. Il suo successore, Corrado I di Franconia (911-918), si rifiutò di pagare qualsiasi tributo, al contrario dei duchi di Baviera e Svevia, che pagarono dal 917 tributi ai magiari ricevendo in cambio sostegno militare contro altri signori di Germania. La scelta politica di Corrado causò frequenti spedizioni contro la Germania da parte dei guerrieri nomadi (911, 913, 915, 917, 919, 924), terminate spesso con delle disfatte (Eresburgo nel 915, Püchen nel 919), con la distruzione e l'incendio di Brema nel 915, di Basilea nel 917) e con innumerevoli saccheggi, fatta eccezione per alcuni limitati successi (in particolare conseguiti nel 913). I risultati ottenuti in battaglia costrinsero infine il re Enrico di Sassonia nel 924 a rivedere la posizione del suo predecessore e a ricominciare a rendere dei tributi. Questa consuetudine terminò nel 933 in occasione della battaglia di Riade, la quale pose fine al lungo periodo di superiorità e dominio militare ungaro in Germania, durato ventisei anni. Tuttavia, le incursioni in Germania si trascinarono fino al 955, anno in cui ebbe luogo la seconda battaglia di Lechfeld vinta dai tedeschi.

### Fonti primarie
- Joseph Werra (a cura di), Über den Continuator Reginonis: Annales Alamannici, Lipsia, Gressner & Schramm, 1883,  pp. VII-VIII.
- Liutprando da Cremona, Antapodosis, a cura di Paolo Chiesa, Fondazione Lorenzo Valla/Mondadori, 2015, ISBN 978-88-04-52190-7.
- Giovanni Aventino, Annalium Boiorum, vol. VII, 1554.

### Fonti secondarie
- (HU) György Györffy, A magyarok elődeiről és a honfoglalásról - Sugli antenati degli ungheresi e della conquista, Budapest, Osiris Kiadó, 2002.
- (HU) Gyula Kristó, Levedi törzsszövetségétől Szent István Államáig [Dall'organizzazione tribale di Levedi allo Stato di Santo Stefano], Budapest, Magvető Könyvkiadó, 1980.
- (HU) Igaz Levente, A király maga is csodálkozik azon, hogy ő, a győztes, legyőzötté vált [Il re stesso si chiede come mai lui, il vincitore, sia diventato il vinto] (PDF), in Belvedere Meridionale, n. 2, 2012,  pp. 5-16.
- György Szabados, Una sconfitta senza precedenti? Augusta, 955, su epa-oszk.hu, Hitel, 2005.